# 95760 Protezionecivile
95760 Protezionecivile è un asteroide della fascia principale. Scoperto nel 2003, presenta un'orbita caratterizzata da un semiasse maggiore pari a 2,3486667 au e da un'eccentricità di 0,1456970, inclinata di 8,89370° rispetto all'eclittica.